# Медична секція ВУАН
Медична секція існувала в структурі Всеукраїнської академії наук між 1921 і 1931 роками. Секція входила до складу Фізико-математичного відділу. Вона була спадкоємицею Медичної секції Українського наукового товариства в Києві. У склад секції входило чимало відомих медиків-науковців, серед яких Олександр Черняхівський, Микола Вашетко, Володимир Підгаєцький, Марко Нещадименко. Медична секція проводила засідання, на яких заслуховувалися наукові доповіді, а також організовувала публікації наукових праць. Чимало членів секції були репресовані радянськими органами державної безпеки у 1929-1930 роками, її діяльність занепала, а сама вона була ліквідована під час реформи ВУАН 1931 року.

## У складі Українського наукового товариства
Українське наукове товариство було засноване 1907 року, до його складу одразу ввійшли троє медиків: Овксентій Корчак-Чепурківський, Григорій Квятковський та Олександр Черняхівський. Наступні два роки до товариства вступили й інші медики та дослідники природничих наук. У серпні 1909 року Черняхівський запропонував створити природничо-лікарську секцію УНТ. В установчих зборах взяли участь Мартирій Галин (обраний головою секції), Качаловський, Овксентій Корчак-Чепурківський, Олександр Леонтович, Олександр Черняхівський (обраний секретарем секції). У 1911 році секція розділилася на власне медичну та природничо-технічну.
Мартирій Галин бачив першочерговою задачею медичної секції опрацювати українську медичну термінологію та видати медичний словник українською. Олександр Черняхівський зосередив свою працю на публікації збірника праць. 1910 року вийшов перший том «Збірника медичної секції Українського наукового товариства». Пізніше були видані 2-ий та 3-ій томи. Під час Першої світової війни більшість членів секції були мобілізовані як лікарі до армії, тому діяльність секції призупинилася, а 4-й том збірника не вийшов.
Під час Української революції члени секції брали участь у різноманітних подіях, зокрема Черняхівський організував і очолив Спілку українських лікарів, Корчак-Чепурківський організовував медичний факультет
Українського державного університету, Галін підготував російсько-український словник медичних термінів. 1920 року медична секція УНТ знову запрацювала, а на її чолі були Корчак-Чепурківський (голова), О. Черняхівський (заступник), а також 3 секретарі: Кореневич, Микола Сисак і Микола Кудрицький. Було видано 4-й том «Збірника медичної секції Українського наукового товариства». У липні 1921 року УНТ було приєднано до ВУАН, а медичну секцію включено як окрему установу Фізико-математичного відділу.
Станом на квітень 1921 року медична секція УНТ складала 49 осіб.

## Медична секція ВУАН
Після входження до складу ВУАН на чолі Медичної секції став Олександр Черняхівський, оскільки попереднього голову Корчака-Чепурківського було вислано з Києва. Заступниками голови були обрані Євген Черняхівський, Василь Виноградов, Колесницький, Олександр Тижненко. Уже в складі ВУАН 1922 року вийшов 5-й том збірника праць секції, причому назва видання лишилася старою, оскільки готувався він ще за секції УНТ: «Збірник медичної секції Українського наукового товариства».
У складі секції 1923 року утворили редакційно-видавничу та термінологічну комісії, які мали друкувати доповіді та готувати термінологічні словники відповідно. 1924 року було створено рентгенологічну підсекцію на чолі з Олексієм Богаєвським.
На кінець 1924 року в складі Медичної секції було 142 члени. За цей рік секція збиралася 14 разів, під час зібрань було заслухано 25 виступів науковців.
У 1929 році головою секції обрано академіка Данила Заболотного.